# De Fire Store (roman)
 For alternative betydninger, se De fire store (flertydig).
De Fire Store (engelsk originaltitel The Big Four) er en fiktiv detektiv-roman af Agatha Christie, først udgivet i Storbritannien af William Collins & Sons den 27. januar 1927 og i USA af Dodd, Mead and Company senere samme år. Den har Hercule Poirot, Arthur Hastings og James Japp som detektiver.
Romanens struktur er forskellig fra andre Poirot-historier, da den udspringer af tolv noveller (elleve i USA), der tidligere var blevet udgivet separat. Det er en fortælling om internationale intriger og spionage, som åbner muligheden for mere spionfiktion fra Christie.